# Guillaume Van Keirsbulck
Guillaume Van Keirsbulck (Roeselare, 14 febbraio 1991) è un ex ciclista su strada belga, è stato professionista dal 2011 al 2023, ha vinto la Tre Giorni di La Panne 2014 e la Samyn 2017. È il nipote di Benoni Beheyt e il figlio di Kurt Van Keirsbulck.

## Palmarès
- 2008 (Juniores)

1ª tappa Sparkassen Münsterland Tour (Oelde > Oelde)
- 2009 (Juniores)

Parigi-Roubaix Juniors
2ª tappa, 1ª semitappa Niedersachsen-Rundfahrt Junioren
- 2011 (Quickstep Cycling Team, una vittoria)

Omloop van het Houtland
- 2014 (Omega Pharma-Quickstep, tre vittorie)

3ª tappa Tre Giorni delle Fiandre Occidentali (Nieuwpoort > Ichtegem)
Classifica generale Tre Giorni di La Panne
7ª tappa Eneco Tour (Riemst > Sittard-Geleen)
Grote prijs Jean-Pierre Monseré
- 2017 (Wanty-Groupe Gobert, una vittoria)

Le Samyn
- 2018 (Wanty-Groupe Gobert, una vittoria)

Antwerp Port Epic

### Altri successi
- 2008 (Juniores)

Classifica giovani Sparkassen Münsterland Tour
- 2013 (Omega Pharma-Quickstep)

1ª tappa Tirreno-Adriatico (San Vincenzo (Italia) > Donoratico, cronosquadre)
- 2014 (Omega Pharma-Quickstep, tre vittorie)

Classifica giovani Tour of Qatar
Classifica giovani Tre Giorni delle Fiandre Occidentali
- 2019 (CCC Team, una vittoria)

3ª tappa Hammer Stavanger (Stavanger, cronosquadre)
- 2022 (Alpecin-Fenix, una vittoria)

Kortemark Koerse

## Piazzamenti

### Grandi Giri
- Tour de France

2017: 147º
2018: 123º
2022: 122º
- Vuelta a España

2013: 125º

### Classiche monumento
- Milano-Sanremo

2019: 124º
- Giro delle Fiandre

2011: 67º
2014: 44º
2015: 46º
2017: 48º
2018: ritirato
2019: 73º
2020: 79º
2023: 47º
- Parigi-Roubaix

2011: ritirato
2012: ritirato
2013: ritirato
2014: 84º
2015: 62º
2016: 68º
2017: ritirato
2019: 42º
2022: 26º
2023: 39º

### Competizioni mondiali
- Campionati del mondo

Città del Capo 2008 - Cronometro Juniores: 26º
Città del Capo 2008 - In linea Juniores: 64º
Mosca 2009 - Cronometro Juniores: 36º
Mosca 2009 - In linea Juniores: 22º
Geelong 2010 - Cronometro Under-23: 34º

### Competizioni europee
- Campionati europei

Stresa 2008 - Cronometro Juniores: 8°
Hooglede-Gits 2009 - Cronometro Juniores: 6°